# Medeldistanslöpning
Medeldistanslöpning syftar vanligen på tävlingar i löpning inom friidrott där sträckan är 600 meter upp till åtminstone 1 609 meter (1 engelsk mil).
Länge var drömmen för alla medeldistansare att komma under 4 minuter på en engelsk mil, en så kallad "drömmil". Den förste som lyckades med det var Roger Bannister 1954. I mästerskapssammanhang springs 1 500 m istället och den distansen kallas ibland "löpningens blå band".
Uttrycket medeldistans används även flitigt inom orientering och syftar då till tävlingar med segrartid 30–35 minuter.

## Standarddistanser
- 800 m
- 880 yards
- 1000 m
- 1 500 m
- en engelsk mil (1 609 m)

För världsrekord se Friidrottsrekord.

## Orientering

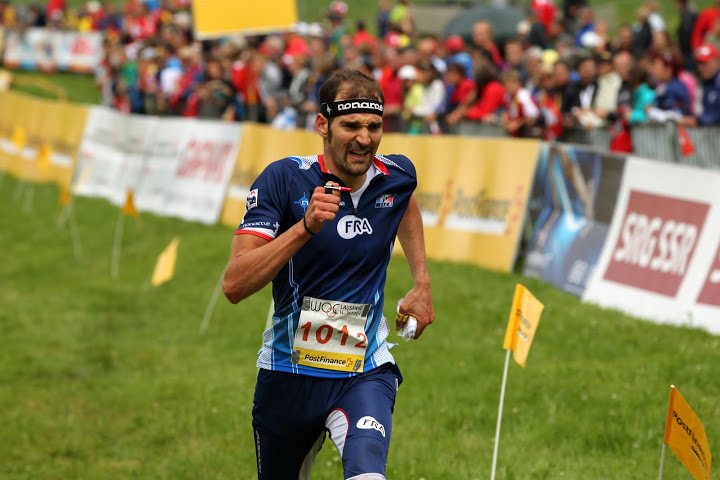
Thierry Gueorgiou, även kallad kungen av medeldistans, på spurten på vm 2012.

Medeldistans (tidigare kortdistans) är en disciplin inom orienteringen. Kartskalan är 1:10 000 och segrartiden på internationella tävlingar är 30-35 minuter. Medeldistansen är tekniskt och koncentrationsmässigt utmanande och kontrollerna är ofta svårare placerade än på långdistans.

## Källhänvisningar
1. ↑  "medeldistanslöpning". NE.se. Läst 10 november 2014.
2. 1 2  ”Om distanser och klasser på SM – SM Orientering 2017”. sm2017.se. Arkiverad från originalet den 24 oktober 2016. https://web.archive.org/web/20161024213830/http://sm2017.se/besokare/om-distanser-och-klasser-pa-sm/. Läst 6 november 2016.